# Лаврово (Сонковский район)
Лаврово — село в Сонковском районе Тверской области, входит в состав Петровского сельского поселения.

## География
Село находится в 9 км на север от центра поселения села Петровское и в 20 км на северо-восток от районного центра Сонково.

## История
В 1817 году в селе была построена каменная Казанская церковь с 3 престолами, в 1866 году построена каменная Сретенская церковь, метрические книги с 1780 года. 
В конце XIX — начале XX века село являлось центром Лавровской волости Кашинского уезда Тверской губернии.  
С 1929 года село являлось центром Лавровского сельсовета Сонковского района Бежецкого округа Московской области, с 1935 года — в составе Калининской области, с 1994 года — центр Лавровского сельского округа, с 2005 года — в составе Петровского сельского поселения.
В годы советской власти в селе располагалась центральная усадьба колхоза «Борец».
До 2007 года в селе работала Лавровская основная общеобразовательная школа.

## Население
| 1859 | 1889 | 1897 | 1992 | 2002 | 2010 |
| ---- | ---- | ---- | ---- | ---- | ---- |
| 493  | ↘442 | ↗509 | ↘109 | ↘84  | ↘62  |

## Инфраструктура
В селе имеются дом культуры, фельдшерско-акушерский пункт, отделение почтовой связи.

## Достопримечательности
В селе расположены недействующие Церковь Казанской иконы Божией Матери (1817) и Церковь Сретения Господня (1866).